# Sto lat
Sto lat es una canción polaca tradicional, cantada para expresar buenos deseos, buena salud y una larga vida a una persona. El autor de la canción y el origen exacto son desconocidos.
Sto lat se canta tanto en reuniones informales (cumpleaños u onomástica), como en eventos formales (casamientos). Se ejecutó, por ejemplo, en la inauguración presidencial de Lech Kaczyński, y durante las visitas del Papa Juan Pablo II. En eventos estatales no es inusual que sea ejcutada por una orquesta o una banda militar. También es notable por ser una parte integral de la cultura de inmigrantes polacos.

## Canciones similares
La canción cumple una función equivalente al Cumpleaños feliz. Si bien es una canción secular, su mensaje es similar al de la canción ucraniana "Mnohaya lita" (Многая літа, muchos años), derivada de un himno litúrgico bizantino.

## Letra de la canción
Sto lat, sto lat,
Niech żyje, żyje nam..
Sto lat, sto lat,
Niech żyje, żyje nam,
Jeszcze raz, jeszcze raz, niech żyje, żyje nam,
Niech żyje nam!
La traducción al español es:
Cien años, cien años,
Que vivas, vivas para nosotros.
Cien años, cien años,
Que vivas, vivas para nosotros.
Otra vez, otra vez, que vivas, vivas para nosotros,
¡Que vivas para nosotros!
Existen otros versos que se pueden cantar, pero normalmente se omiten.

## Uso como una frase
La frase "Sto lat!" se usa frecuentemente para desearle longevidad o buena fortuna a alguien, o para un brindis, sin la canción. Sin embargo, el uso de la frase en esta manera, tiende a que se cante la canción por las personas presentes.
La frase también se usa a veces cuando alguien estornuda (el equivalente del español ¡salud!), aunque para esa ocasión es más frecuente decir na zdrowie (a tu salud).